# بیاتور
بیاتر دهستانی در استان آلمریای اسپانیا است.
در این دهستان ۳٬۶۱۷ نفر زندگی می‌کنند. مساحت این دهستان ۲۱ کیلومتر مربع است.